# سيفاسيتريل
سيفاسيتريل Cefacetrile هو من المضادات الحيوية واسعة الطيف الجيل الأول للسيفالوسبورينات فعال ضد إيجابيات الغرام وسلبيات الغرام. يعد قاتل للجراثيم. ويتم تسويق السيفاسيتريل تحت الأسماء التجارية Celospor، Celtol، وCristacef، وكما Vetimast يستخدم لعلاج التهابات الثدي في الأبقار الحلابة. ويتم تسويق السيفاسيتريل تحت الأسماء التجارية Celospor, Celtol, and Cristacef,

## الحرائك الدوائية
سيفاسيتريل فعال ضد العديد من سلالات البكتيريا موجبة الجرام وإلى حد ما أقل فعالية ضد أنواع سالبة الجرام. وهو يعمل عن طريق تثبيط بكتيريا تركيب جدار الخلية. فإنه يبلغ المصل مستويات عالية ويفرز بسرعة عن طريق البول.

## آلية العمل
في المختبر تبين التجارب أن نتائج عمل مبيد الجراثيم السيفالوسبورين هو تثبيط تخليق جدار الخلية. عن طريق الربط بين البنسلين ملازم البروتينات المحدد (PBPs) الواقع داخل جدار الخلية البكتيرية، فإنه يمنع من المرحلة الثالثة والأخيرة من تركيب جدار الخلية البكتيري. ثم يتم بوساطة إنزيمات تحلل جدار الخلية البكتيرية وإنزيمات الانحلال الذاتي مثل autolysins.

## التخليق

تخليق السيفاسيتريل: (1966 to CIBA-نوفارتس).